# 鲁什·努里·沙维斯
鲁什·努里·沙维斯（：‎，1947年12月7日—2021年2月15日），男，库尔德人，伊拉克政治人物，库尔德斯坦民主党党员。曾任伊拉克临时政府副总统、伊拉克政府副总理等职。

## 生平
1947年生于伊拉克王國库尔德斯坦地区蘇萊曼尼亞。1971年毕业于摩苏尔大学工程学院，后在东德进修。1975年回到伊拉克，加入库尔德人对萨达姆·侯赛因的抵抗运动。1996年开始担任伊拉克库尔德斯坦首任总理。1999年至2003年，担任库尔德斯坦议会议长。2004年至2005年，担任伊拉克临时政府副总统。之后又担任副总理。2021年2月15日逝世。